# Сан Деметрио Не' Вестини
Сан Деметрио Не' Вестини (итал. San Demetrio Ne' Vestini) је насеље у Италији у округу Л'Аквила, региону Абруцо.
Према процени из 2011. у насељу је живело 1728 становника. Насеље се налази на надморској висини од 643 м.

## Становништво
Према резултатима пописа становништва 2011. у општини је живело 1.836 становника.
| 1931. | 1936. | 1951. | 1961. | 1971. | 1981. | 1991. | 2001. | 2011. |
| ----- | ----- | ----- | ----- | ----- | ----- | ----- | ----- | ----- |
| 2.867 | 2.677 | 2.582 | 2.063 | 1.473 | 1.496 | 1.553 | 1.605 | 1.836 |